# 컬린 포페스쿠터리체아누

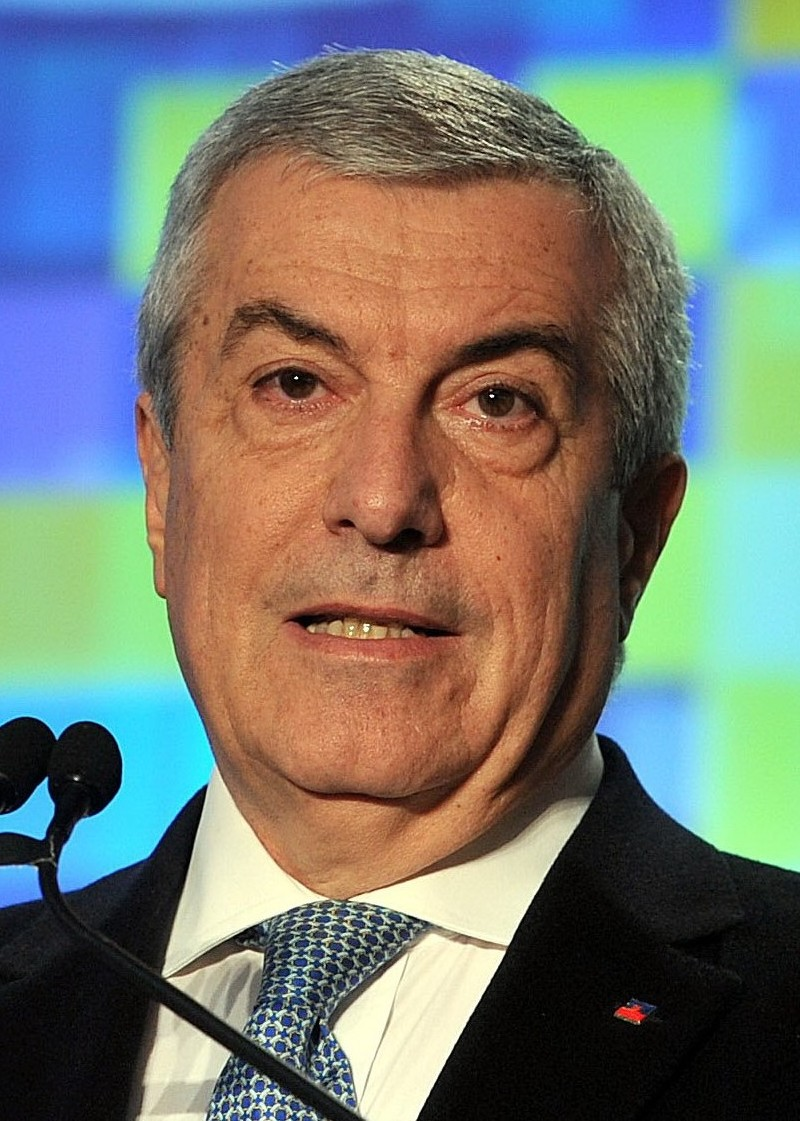
컬린 포페스쿠-터리체아누(2014년)

컬린 포페스쿠-터리체아누(루마니아어: Călin Popescu-Tăriceanu, 1952년 1월 14일~ )는 루마니아의 정치인이다. 그는 부쿠레슈티 출신이며, 2004년 국민자유당 대표가 되었으며, 그 해 총선에서 승리, 트라이안 버세스쿠 대통령에 의해 2004년 12월 총리로 임명되었다. 그러나 소속이 다른 버세스쿠 대통령과 자주 대립했으며, 총리는 2007년 4월 대통령의 탄핵을 주도하기도 했다. 국민투표 결과 탄핵은 부결되어 버세스쿠는 대통령직에 복귀했다. 2008년 11월 총선에서는 패배하여 총리직에서 물러났다.

## 역대 선거 결과
| 선거명      | 직책명            | 대수 | 정당   | 1차 득표율 | 1차 득표수 | 2차 득표율 | 2차 득표수 | 결과 | 당락 |
| ----------- | ----------------- | ---- | ------ | ---------- | ---------- | ---------- | ---------- | ---- | ---- |
| 2014년 선거 | 루마니아의 대통령 | 6대  | 무소속 | 5.36%      | 508,572표  |            |            | 3위  | 낙선 |